# Stefano Levi Della Torre
Stefano Levi Della Torre (Torino, 17 maggio 1942) è un critico d'arte e saggista italiano.

## Biografia
Laureato in architettura a Milano, insegna alla Facoltà di Architettura del Politecnico di Milano, dove vive. 
D'origine ebraica piemontese e aostana, ha visione laica, socialista e liberale, che però non lo tengono lontano dallo studio delle tradizioni e dallo scrivere su diversi giornali con interventi politici e di riflessione sull'ebraismo. È stato membro del "Consiglio della Comunità Ebraica" di Milano.
Nel 1992 è stato invitato dal cardinale Martini alla Cattedra dei non credenti. I suoi saggi ruotano attorno a diaspora, sionismo, fede e credenze, conflitti tra umanità e divino. Ha vinto il Premio Pozzale Luigi Russo nel 1995.
È pittore che espone raramente, e piuttosto presenta opere di allievi e di amici.